# Potrobangsan
Potrobangsan is een bestuurslaag in het regentschap Magelang van de provincie Midden-Java, Indonesië. Potrobangsan telt 7874 inwoners (volkstelling 2010).